# Kasia Klich
Kasia Klich, pseudonimo di Katarzyna Zofia Klich-Płocica (Poznań, 11 maggio 1973), è una cantante polacca.

## Biografia
Kasia Klich è diplomata in canto jazz all'Accademia musicale di Katowice. Ha iniziato a farsi conoscere come cantante negli anni '90, collaborando con artisti affermati come corista e autrice di brani e cantando nel gruppo Yak!.
È salita alla ribalta nel 2002 con il suo album di debutto Lepszy model, che ha raggiunto l'8ª posizione nella classifica polacca e che le ha fruttato la statuetta per il miglior artista emergente ai premi Fryderyk, il principale riconoscimento musicale polacco.
Nel 2003 è uscito il suo secondo album, Kobieta-szpieg, che ha debuttato al 31º posto in classifica. Nel gennaio del 2004 ha preso parte a Krajowe Eliminacje, il programma di selezione del rappresentante polacco per l'Eurovision Song Contest, presentando il brano Let Me Introduce e classificandosi 8ª su quindici partecipanti per volere del televoto.
Il terzo album del 2006, Zaproszenie, ha conquistato il 28º posto nella classifica nazionale. Due anni dopo ha partecipato al festival della canzone polacca di Opole, dove si è piazzata 6ª nella finale.

## Discografia

### Album in studio
- 2002 – Lepszy model
- 2003 – Kobieta-szpieg
- 2006 – Zaproszenie
- 2008 – Porcelana

### EP
- 2009 – Nowy lepszy model

### Singoli
- 2002 – Lepszy model
- 2002 – Będę robić nic
- 2002 – Nie dbam o jutro
- 2003 – Pies ogrodnika
- 2003 – Calvados
- 2004 – Kosmate myśli
- 2004 – Let Me Introduce
- 2006 – Toksyczna miłość
- 2006 – Zaproszenie
- 2006 – Kto uratuje (con Donguralesko)
- 2008 – Porcelana
- 2008 – Czekolada
- 2014 – W tobie tonę